# Maroc aux Jeux olympiques d'été de 2000
Le Maroc participe aux Jeux olympiques d'été de 2000 à Sydney en Australie du 15 septembre au 1er octobre 2010. Il s'agit de sa 10e participation à des Jeux d'été, et il s'agit à cette époque de la plus grande délégation du Maroc depuis sa 1re participation (55 participants).

## Nombre d'athlètes qualifiés par sport
Voici la liste des qualifiés et sélectionnés Marocains par sport (remplaçants compris) :
| Sport       | Hommes | Femmes | Total |
| ----------- | ------ | ------ | ----- |
| Athlétisme  | 17     | 7      | 24    |
| Boxe        | 4      | 0      | 4     |
| Canoë-kayak | 1      | 0      | 1     |

## Médaillés
| Médaille | Nom                | Sport      | Compétition        | Date         |
| -------- | ------------------ | ---------- | ------------------ | ------------ |
| Argent   | Hicham El Guerrouj | Athlétisme | 1 500 m hommes     | 29 septembre |
| Bronze   | Brahim Lahlafi     | Athlétisme | 5 000 m hommes     | 30 septembre |
| Bronze   | Ali Ezzine         | Athlétisme | 3 000 m hommes     | 29 septembre |
| Bronze   | Nezha Bidouane     | Athlétisme | 400 m haies femmes | 27 septembre |
| Bronze   | Tahar Tamsamani    | Boxe       | Poids plumes       | 29 septembre |

## Athlétisme

### Hommes
| Athlète               | Épreuve        | Séries         | Séries      | Quarts de finale | Quarts de finale | Demi-finales  | Demi-finales | Finale          | Finale             |
| Athlète               | Épreuve        | Temps          | Rang        | Temps            | Rang             | Temps         | Rang         | Temps           | Rang               |
| --------------------- | -------------- | -------------- | ----------- | ---------------- | ---------------- | ------------- | ------------ | --------------- | ------------------ |
| Khalid Tighazouine    | 800 m          | 1 min 46 s 33  | 1er         | Non disputé      | Non disputé      | 1 min 45 s 38 | 3e           | Eliminé         | Eliminé            |
| Mahjoub Haïda         | 800 m          | 1 min 47 s 14  | 3e          | Non disputé      | Non disputé      | 1 min 46 s 35 | 4e           | Eliminé         | Eliminé            |
| Mouhssin Chehibi      | 800 m          | 1 min 48 s 51  | 2e          | Non disputé      | Non disputé      | 1 min 49 s 88 | 8e           | Eliminé         | Eliminé            |
| Hicham El Guerrouj    | 1 500 m        | 3 min 38 s 57  | 1er         | Non disputé      | Non disputé      | 3 min 37 s 60 | 1er          | 3 min 32 s 32   | Médaille d'argent  |
| Youssef Baba          | 1 500 m        | 3 min 38 s 68  | 4e          | Non disputé      | Non disputé      | 3 min 40 s 16 | 4e           | 3 min 56 s 08   | 12e                |
| Adil Kaouch           | 1 500 m        | 3 min 41 s 06  | 7e          | Eliminé          | Eliminé          | Eliminé       | Eliminé      | Eliminé         | Eliminé            |
| Brahim Lahlafi        | 5 000 m        | 13 min 22 s 70 | 1er         | Non disputé      | Non disputé      | Non disputé   | Non disputé  | 13 min 36 s 47  | Médaille de bronze |
| Mohamed Said El Wardi | 5 000 m        | 13 min 35 s 18 | 10e         | Eliminé          | Eliminé          | Eliminé       | Eliminé      | Eliminé         | Eliminé            |
| Said Bérioui          | 10 000 m       | 27 min 45 s 83 | 5e          | Non disputé      | Non disputé      | Non disputé   | Non disputé  | 27 min 37 s 83  | 6e                 |
| Abdelkader el-Mouaziz | Marathon       | Non disputé    | Non disputé | Non disputé      | Non disputé      | Non disputé   | Non disputé  | 2 h 13 min 49 s | 7e                 |
| Boubker el-Afoui      | Marathon       | Non disputé    | Non disputé | Non disputé      | Non disputé      | Non disputé   | Non disputé  | 2 h 23 min 53 s | 52e                |
| Mustapha Sdad         | 400 m haies    | 51 s 39        | 6e          | Eliminé          | Eliminé          | Eliminé       | Eliminé      | Eliminé         | Eliminé            |
| Ali Ezzine            | 3000 m steeple | 8 min 23 s 79  | 2e          | Non disputé      | Non disputé      | Non disputé   | Non disputé  | 8 min 22 s 15   | Médaille de bronze |
| Brahim Boulami        | 3000 m steeple | 8 min 24 s 43  | 4e          | Non disputé      | Non disputé      | Non disputé   | Non disputé  | 8 min 24 s 32   | 7e                 |
| El-Arbi Khattabi      | 3000 m steeple | 8 min 43 s 46  | 11e         | Eliminé          | Eliminé          | Eliminé       | Eliminé      | Eliminé         | Eliminé            |

| Athlète               | Épreuve          | Qualification | Qualification | Finale      | Finale  |
| Athlète               | Épreuve          | Performance   | Rang          | Performance | Rang    |
| --------------------- | ---------------- | ------------- | ------------- | ----------- | ------- |
| Younès Moudrik        | Saut en longueur | 7,95 m        | 17e           | Eliminé     | Eliminé |
| El-Mehdi El-Ghazouani | Saut en longueur | 7,60 m        | 31e           | Eliminé     | Eliminé |

### Femmes
| Athlète          | Épreuve     | Séries         | Séries | Quarts de finale | Quarts de finale | Demi-finales  | Demi-finales | Finale         | Finale             |
| Athlète          | Épreuve     | Temps          | Rang   | Temps            | Rang             | Temps         | Rang         | Temps          | Rang               |
| ---------------- | ----------- | -------------- | ------ | ---------------- | ---------------- | ------------- | ------------ | -------------- | ------------------ |
| Hasna Benhassi   | 800 m       | 2 min 00 s 50  | 3e     | Non disputé      | Non disputé      | 1 min 59 s 19 | 2e           | 1 min 59 s 27  | 8e                 |
| Amina Aït Hammou | 800 m       | 2 min 03 s 25  | 5e     | Eliminé          | Eliminé          | Eliminé       | Eliminé      | Eliminé        | Eliminé            |
| Seloua Ouaziz    | 1 500 m     | 4 min 10 s 82  | 6e     | Non disputé      | Non disputé      | 4 min 09 s 11 | 7e           | Eliminé        | Eliminé            |
| Hasna Benhassi   | 1 500 m     | DNS            | /      | Eliminé          | Eliminé          | Eliminé       | Eliminé      | Eliminé        | Eliminé            |
| Zhor El Kamch    | 5 000 m     | 16 min 02 s 50 | 13e    | Eliminé          | Eliminé          | Eliminé       | Eliminé      | Eliminé        | Eliminé            |
| Asmae Leghzaoui  | 10 000 m    | 32 min 56 s 63 | 10e    | Non disputé      | Non disputé      | Non disputé   | Non disputé  | 31 min 59 s 21 | 18e                |
| Bouchra Chaâbi   | 10 000 m    | 34 min 49 s 35 | 19e    | Eliminé          | Eliminé          | Eliminé       | Eliminé      | Eliminé        | Eliminé            |
| Nezha Bidouane   | 400 m haies | 55 s 38        | 1er    | Non disputé      | Non disputé      | 54 s 19       | 2e           | 53 s 57        | Médaille de bronze |

## Boxe

### Hommes
| Athlète         | Catégorie       | 16e de finale          | 8e de finale                | Quart de finale          | Demi-finale              | Finale              |
| Athlète         | Catégorie       | Adversaire Résultat    | Adversaire Résultat         | Adversaire Résultat      | Adversaire Résultat      | Adversaire Résultat |
| --------------- | --------------- | ---------------------- | --------------------------- | ------------------------ | ------------------------ | ------------------- |
| Hicham Mesbahi  | Poids mouches   | Victoire Turquie 17-11 | Défaite États-Unis 9-12     | Eliminé                  | Eliminé                  | Eliminé             |
| Hassan Oucheikh | Poids coqs      | Défaite Japon 12-12    | Eliminé                     | Eliminé                  | Eliminé                  | Eliminé             |
| Tahar Tamsamani | Poids plumes    | Non disputé            | Victoire Corée du Sud 21-14 | Victoire Argentine 21-18 | Défaite Kazakhstan 10-22 | Eliminé             |
| Aziz Raguig     | Poids mi-lourds | Défaite Ukraine        | Eliminé                     | Eliminé                  | Eliminé                  | Eliminé             |

## Canoe-Kayak

### Slalom

#### Hommes
| Athlète      | Compétition | Éliminatoires | Éliminatoires | Finale  | Finale  |
| Athlète      | Compétition | Temps         | Rang          | Temps   | Rang    |
| ------------ | ----------- | ------------- | ------------- | ------- | ------- |
| Nizar Samlal | K1          | 299.22        | 20e           | Eliminé | Eliminé |